# Dubravice Gornje
Dubravice Gornje – wieś w Bośni i Hercegowinie, w dystrykcie Brczko. W 2013 roku liczyła 161 mieszkańców, z czego większość stanowili Serbowie.